# Девушка перед зеркалом
«Девушка перед зеркалом» (фр. Jeune fille devant un miroir) — картина Пабло Пикассо. Написана в марте 1932 года в период сюрреализма. Находится в Музее современного искусства (Нью-Йорк). Размер — 162,3 × 130,2 см.
На картине изображена тайная возлюбленная художника Мария-Тереза Вальтер. Она стоит перед зеркалом. Её лицо, соединяющее в себе ярко-жёлтый фас и нежно-розовый профиль, и тело, состоящее из кругов и треугольников, отражаются в зеркале. В отражении девушка кажется старше и тревожнее. Её лицо потемнело, глаза впали, а молодое тело искажено. Она протягивает руку к своему зеркальному образу, будто пытается объединиться с ним. Композиция холста строго симметрична. Узор на обоях напоминает рисунок на костюме Арлекина, часто присутствующего в работах Пикассо. 
В 2011 году сотрудники Нью-Йоркского музея современного искусства для анализа картины использовали рентгенографию, которая показала, что Пикассо первоначально изобразил девушку в более реалистичном стиле, с изогнутыми округлыми бёдрами, спиной к зрителю. В конечном итоге, так же как и в картине Три танцора 1925 года, он существенно изменил стиль, разбив её тело на геометрические формы. Сам Пикассо говорил: «Нет абстрактного искусства. Ты всегда должен начинать с чего-то». Этот комментарий может пролить свет на один из способов художника трансформировать реальный мир и придавать ему иной смысл. 